# Hannah Höch

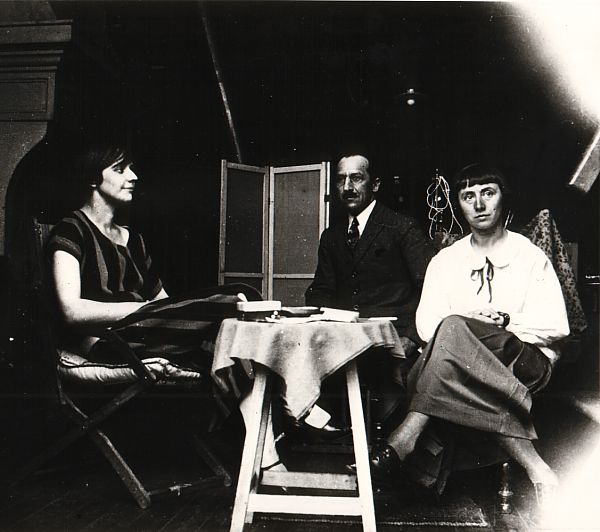
Hannah Höch (t.h.) med Nelly van Doesburg (t.v.) och Piet Mondrian i Theo van Doesburgs ateljé, 1924

Hannah Höch, egentligen Anna Therese Johanne Höch, född 1 november 1889 i Gotha i Sachsen-Coburg-Gotha, död 31 maj 1978 i Västberlin, var en tysk målare.
Hannah Höch var aktiv inom den dadaistiska rörelsen. Hon ägnade sig åt fotomontage och var bekant med en rad av dadaismens förgrundsgestalter. Hon hade ett förhållande med Raoul Hausmann och samarbetade med Kurt Schwitters.
Höch var en av de få radikala konstnärer som inte tvingades fly undan nazisterna, även om hennes konst klassades som Entartete Kunst. Hennes mest kända verk är kollaget "Schnitt mit dem Küchenmesser Dada durch die letzte Weimarer Bierbauchkulturepoche Deutschlands". Hon flyttade till ett hus i Heiligensee i utkanten av Berlin och klarade sig genom 1930- och 40-talens diktatur. Höch var bosatt och verkade där under återstoden av sitt liv och avled 1978. Hon begravdes på Heiligensees kyrkogård.